# Episodi di Cari professori (seconda stagione)
La seconda stagione della serie televisiva Cari professori è stata trasmessa in anteprima negli Stati Uniti d'America dalla NBC tra il 12 febbraio 1983 e il 14 maggio 1983.
| nº | Titolo originale                        | Titolo italiano | Prima TV USA     | Prima TV Italia |
| -- | --------------------------------------- | --------------- | ---------------- | --------------- |
| 1  | The Rose                                |                 | 12 febbraio 1983 |                 |
| 2  | Cooper's Arrangement                    |                 | 19 febbraio 1983 |                 |
| 3  | Take This Job and Shove It              |                 | 26 febbraio 1983 |                 |
| 4  | Praise the Lord and Pasta Ammunition    |                 | 5 marzo 1983     |                 |
| 5  | Rex, the Wonder Husband                 |                 | 12 marzo 1983    |                 |
| 6  | Teacher's Pet                           |                 | 19 marzo 1983    |                 |
| 7  | Take the Money and Run                  |                 | 2 aprile 1983    |                 |
| 8  | Otherwise Engaged                       |                 | 9 aprile 1983    |                 |
| 9  | Beetlemania                             |                 | 16 aprile 1983   |                 |
| 10 | Leather and Lace                        |                 | 23 aprile 1983   |                 |
| 11 | It's My Party and I'll Cry If I Want To |                 | 30 aprile 1983   |                 |
| 12 | Dead Mice Don't Wear Plaid              |                 | 7 maggio 1983    |                 |
| 13 | Loss of Innocence                       |                 | 14 maggio 1983   |                 |